# Ерозійний рельєф

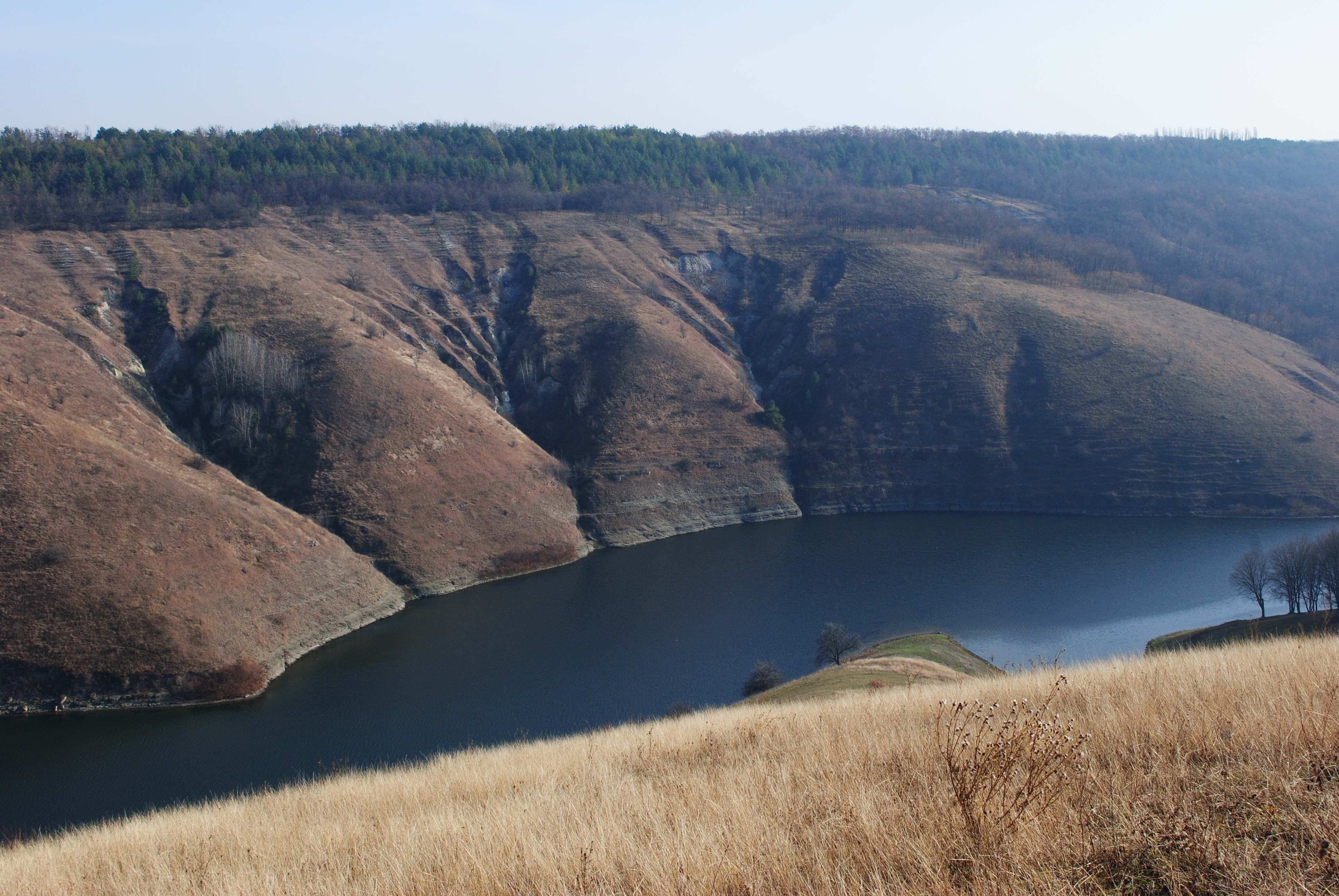
Рельєф берегу р. Дністер

Ерозі́йний рельє́ф — це рельєф, утворений руйнуванням ґрунту або гірських порід водним потоком, повітрям (вітром), льодом. Ерозія — один з головних чинників формування рельєфу земної поверхні. У результаті ерозії утворюються яри, балки, річкові долини тощо.

## Вивчення ерозійного рельєфу
Термін «ерозія» походить від лат. erosio — «роз'їдання». Ерозійні процеси — це руйнування поверхні порід чи ґрунту водою (водна ерозія), вітром (дефляція), льодом (екзарація) і морем (абразія). Водна ерозія виникає за наявності поверхневого водного стоку. Власне ерозійний рельєф утворюють тимчасові водні потоки. Вони виникають після зливових опадів чи швидкого танення снігу у вигляді струменів води на схилах і струмків у від'ємних формах рельєфу. Плинна вода розмиває підстеляючу поверхню, тому переважає глибинна ерозія.

## Класифікація ерозійних процесів
- Внаслідок діяльності ерозійних процесів виникають відповідні форми рельєфу. Їхній еволюційний ряд такий: борозна (глибиною до 0,5 м) → вимоїна (синоніми — водория, промивина, до 2 м) → яр (2–10 м) → балка (5–50 м і глибше). Для означення пологих, без різких обрисів, заглибин на земній поверхні використовують терміни лощина, мікроулоговина. Лощи́ни (нім. dellen, рос. ложбины, логи) — розлогі лінійно видовжені пониження на поверхнях межирічних рівнин, з пласкими і вузькими днищами, надзвичайно пологими схилами, що без виразних меж (брівок) змінюються суміжними плакорами. За іншими авторами, під лощинами розуміють лінійні негативні форми рельєфу з коритоподібним поперечним профілем і нечіткими структурними лініями (ребрами рельєфу) — брівками, тиловими швами днища. Під російськомовним терміном «потяжина» розуміють малу борозну глибиною до 3–5 см[2].

За О. Спиридоновим (1985) виділяють: улоговини — плоскі, слабко помітні зниження; вибоїни та дрібні вимоїни — глибиною до 0,5 м; глибокі вимоїни — 0,5–2,0 м; неглибокі яри — 2–5 м; середні яри — 5–15 м; глибокі яри — 15–25 м; дуже глибокі яри — понад 25 м.
За об'ємом розрізняють: вимоїни (до 10 m³); невеликі яри (10–100 m³); середні яри (100–1 000 m³); великі яри (1 000–10 000 m³); дуже великі яри (понад 10 000 m³).
- Залежно від походження води для появи стоку на поверхні ґрунту розрізняють три види ерозії: від талих вод, зливову та іригаційну (за М. М. Заславським, 1979).

Ерозія від талих вод — це змив ґрунту водами, які надходять під час танення снігу. Вона пов'язана з великою тривалістю процесу, охоплює значні території, проте відзначається невеликою інтенсивністю, оскільки в період танення снігу ґрунт більшу частину часу перебуває в мерзлому стані і не піддається знесенню. Зливова ерозія — це змив ґрунту водами, які залишаються на поверхні після випадання дощів. Тривалість її впливу на ґрунт вимірюється годинами та хвилинами. Маса змитого ґрунту більша, ніж у разі танення снігу і досягає 10–100 т/га за рік. За зливової ерозії ґрунти руйнуються з двох причин: внаслідок змивання та розмивання потоками стікаючих по поверхні вод, які не встиг увібрати ґрунт і через руйнування ґрунтових агрегатів краплинами дощу. Потужність розмивного потоку поверхневих вод найбільше залежить від інтенсивності і тривалості дощу та довжини схилу. Іригаційна ерозія виникає після зрошення. Ґрунти вбирають не всю воду, яка подається під час дощування, а її надлишок зумовлює стік. Залежно від способу зрошення іригаційну ерозію поділяють на підвиди: ерозія у разі поливу вздовж борозен, смуг, чеків і дощування.
- Ерозійні процеси класифікують також за головними чинниками, які зумовили їхнє виникнення.

Виділяють такі чинники впливу:
1. клімат. Це шар, режим, характер та інтенсивність дощових опадів, енергія, діаметр падаючих крапель, шар снігу, вміст у ньому води, інтенсивність танення снігу, глибина промерзання ґрунту, а також ступінь континентальності клімату, тривалість весняного сніготанення, характер зим. Зазначимо, що між кількістю опадів і величиною ерозії не існує прямого зв'язку, тому що ерозійна робота виконується не стільки опадами, скільки за допомогою сил поверхневого стоку, величина яких залежить не тільки від характеристик опадів, а й від інфільтраційних властивостей ґрунту;
2. морфологічні особливості рельєфу[2]. Сюди зачисляють: крутість (або ухил), довжина, форма поперечного профілю й експозиція схилів. Змив і розмив ґрунтів найбільше залежать від крутості схилу;
3. властивості ґрунтів і ґрунтотвірних порід. Головний чинник — літологічний склад і розмивна здатність порід. Залежно від податливості гірських порід до розмиву водою вони поділяються на ті, що легко розмиваються, ті, що є помірними до розмиву водою, та ті, які важко розмиваються;
4. рослинність. Наявність будь-якої рослинності на схилах є важливим протиерозійним чинником. Ступінь впливу залежить від її виду та стану: чим вона краще розвинена і густіша, тим протиерозійна стійкість вища. Рослинність зменшує ударну силу дощу і вплив його на частинки ґрунту. Деяку кількість опадів затримує зелена маса рослинності, вони не потрапляють на землю і не беруть участі у поверхневому стоці. Коренева система рослин скріпляє структурні елементи ґрунту, зменшуючи їхню ерозію. Що розвиненіша коренева система, то ліпша протиерозійна стійкість ґрунтів;
5. антропогенний чинник. Найбільше впливає суцільна розорюваність поверхонь, яка відбувається на плакорних ділянках, у верхів'ях днищах балок, ерозійно-небезпечних покатих схилах від 7°.

## Методи досліджень
Методів, які застосовують для вивчення сучасних процесів водної ерозії, є досить багато. Вони допомагають з'ясувати темп розвитку процесів на сучасному етапі, чинники та закономірності прояву процесів, основні тенденції розвитку, оцінити ефективність різних протиерозійних заходів. Мета всіх методів полягає у забезпеченні можливості прогнозу їхньої активізації на найближче майбутнє та запобігання негативних наслідків дії на довкілля.
Виділяємо такі методи досліджень проявів водної ерозії:
1. польових параметричних обчислень;
2. дистанційних досліджень;
3. картографічні та геоінформаційно-картографічні;
4. моделювання й експериментів.

Залежно від об'єкта дослідження ці методи поділяємо на два різновиди: методи вивчення форм лінійної ерозії та методи досліджень площових змивів.
Польові методи
1.1. Метод натурного спостереження.
Дають такі характеристики ярів: — належність до однієї з класифікаційних груп: вершинні, схилові, берегові чи донні; первинні чи вторинні; прості, розгалужені, складнорозгалужені; — глибина та ширина вздовж брівки, параметри верхніх, середніх і нижніх частин яру; — стадія формування яру; — породи, які прорізає яр: корінні, пухкі, змішані; — тип поздовжнього профілю: похилий, крутий, східчастий, «водоспадний» (з перепадом висот понад 1 м) (за Б. П. Любімовим, 1988); — тип поперечного профілю: симетричний ящикоподібний з плоским днищем; коритоподібний; V-подібний з крутими схилами; каньйоноподібний з прямовисними схилами; асиметричний з одним похилим, а іншим крутим бортом; — площа водозбору; — тип водозбору: лійкоподібний, прямий, розсіюючий; — типи вершин і ознаки росту вздовж них: похилі, задерновані, практично незростаючі; з перепадом висот 1–3 м, незадерновані, зростаючі, з щорічним приростом 2–3 м; з перепадом висот від 3 до 10 м, активно зростаючі, з щорічним приростом до 10 м; катастрофічно зростаючі вершини зі щорічним приростом понад 10 м і перепадом висот понад 10 м; — процеси, які розвиваються на стінках яру (обвалювання, борозенчаста ерозія, опливини, осипи); — характер рослинності на схилах яру: задернований, з деревною рослинністю, оголений; — крутість, форма і довжина схилу, на якому розташований яр; — головні чинники формування яру; — види природокористування, в межах яких розвивається яр (у лісі, на межі сільськогосподарських угідь, у межах лучно-степових ділянок тощо); — наявність протиерозійних споруд; — рекомендації зі зменшення та регулювання лінійної ерозії в ярі.
Для балок характеристика подібна до опису яру, проте додають таке: — наявність тераси та її морфометричні показники; — наявність конуса виносу, його параметри, склад пролювіальних накопичень. Типи конусів винесення й ознаки динаміки форм вздовж них такі: малого об'єму, задерновані, з малою динамікою щорічного приросту; великого об'єму, незадерновані, зі значним щорічним приростом завдяки балковим виносам.
Площові змиви описують за схемою: — площа території, охопленої змивами; — площа ділянок із слабким, середнім і сильним змивом. Ступінь змиву визначають за кольором орного горизонту, за кількістю втраченого гумусу, за зменшенням запасів гумусу; — наявність дрібних борозен на поверхні змиву, їхні параметри; — характеристика ґрунтового профілю: звертають увагу на його морфологічні особливості, які є діагностичною ознакою еродованості; — ґрунтотвірні породи, які виорюються на поверхню; — морфологічні характеристики схилів, на яких відбуваються змиви (крутість, довжина, форма, експозиція); — площі полів, напрям оранки стосовно падіння схилу; — сільськогосподарські культури на полях зі змивами; — заходи з послаблення дії площової ерозії.
1.2.Для дослідження інтенсивності лінійної ерозії, зокрема, активності процесів у ярах чи
балках, застосовують: — метод реперів; — метод фотографічного та стереографічного наземного знімання.
1.3.Для дослідження інтенсивності площової ерозії використовують: — метод борозен; — метод стокових майданчиків; — метод вимірювання об'ємів наносів.
Дистанційні методи
2.1.Теодолітне (цифрове стереофототеодолітне знімання).
2.2.Лазерне 3d-сканування.
2.3.Аерофотознімання та знімання з безпілотників.
2.4.Космознімання.
2.5.РЕМ стереофотограмметрія.
Картографічні та геоінформаційно-картографічні методи
3.1.Картографування.
3.2.Геоінформаційне картографування.
Методи моделювання та експериментів
4.1.Фізичне (натурне) моделювання та експеримент.
4.2.Уявне математичне моделювання.
4.3.Комп'ютерне моделювання.